# Brycon atrocaudatus
Brycon atrocaudatus är en fiskart som först beskrevs av Kner, 1863.  Brycon atrocaudatus ingår i släktet Brycon och familjen Characidae. Inga underarter finns listade.